# Prioritätsventil
Ein Prioritätsventil ist ein in der Hydraulik eingesetztes Ventil, das beim Betrieb des Systems bestimmte Hydraulikkreisläufe ihrer Relevanz nach vorrangig mit Hydraulikflüssigkeit versorgt. Beispielsweise muss bei Nutzfahrzeugen, die eine vollhydraulische Lenkung (hydrostatische Lenkung) besitzen, diese vor allen anderen Systemen mit Hydraulikflüssigkeit versorgt werden, um ihre Funktionsfähigkeit unter allen Umständen zu gewährleisten.